# Piacenza
Piacenza (nářečně Piasëinsa) [vysl. piačenca] je italské historické město v oblasti Emilia-Romagna, hlavní město stejnojmenné provincie. Leží nedaleko soutoku řek Pád a Trebia v lombardské rovině. Město je obchodním a industriálním centrem, sídlem plynárenských a ropných rafinerií. Vyrábí se zde také cement, potraviny, plasty a kožené výrobky. Ve městě je řada významných památek, zejména románský dóm z let 1122-1233.

## Historie
Roku 217 př. n. l. se město stalo římskou kolonií jako Placentia, později je zničili Gallové. Městem procházela silnice Via Aemilia ze Říma do Milána a začínala zde Via Julia Augusta do jižní Francie. Roku 271 porazili Germáni římské vojsko v bitvě u Placentie a město vyplundrovali. Ve 12. a 13. století město patřilo do Lombardského spolku a stálo většinou na straně Guelfů. 1447 je dobyl milánský vévoda Francesco I. Sforza, 1512 papežské vojsko a od roku 1545 do 1731 tvořilo s Parmou vévodství, kde vládl rod Farnese. V letech 1732-1857 je vystřídali Bourboni a za vlády Marie Louisy, vdovy po Napoleonovi I., zažilo město období rozkvětu. 1859 se stalo součástí Itálie a 1865 bylo připojeno na železnici. Za druhé světové války byla Piacenza významný dopravní uzel a silně utrpěla bombardováním.

## Pamětihodnosti
- Radnice (Palazzo Communale, také il Gotico) na Piazza Cavalli z roku 1281 patří k nejlépe zachovaným gotickým občanským stavbám v Itálii, před ní stojí dvojice bronzových pomníků Alessandro Farnese a jeho syn Ranuccio, autor: Francesco Moschi (1615).
- Palazzo Farnese, nedostavěný areál staveb z režných cihel, na severním okraji města, blízko řeky; tvoří jej citadela Viscontiů ze 14. století, zahrady a na středověkých základech (nyní galerie Antiquarium) postavená dvoupatrová rezidence; pro vévodu Ottavia Farnese a Margaretu d'Austria (nelegitimní dceru španělského krále Karla V) navrhl architekt Jacopo Barozzi da Vignola roku 1568; reprezentační prostory obsahují pamětní síň Farnese s malbami slavných událostí rodu, rozsáhlé sbírky archeologické (mj. bronzový model ovčích jater, který užíval etruský věštec haruspex), zbrojnici, kočárovnu, obrazárnu (mj. Sandro Boticelli: Madona s Ježíškem a malým Janem Křtitelem, tzv. Madona Farnese), cyklus gotických fresek (christologie, Život sv. Kateřiny) kolem 1380 - transfer z kostela San Lorenzo, sklo, keramiku (z Lodi a porcelán.
- Dóm Nanebevzetí Panny Marie a sv. Justiny, významná románská bazilika z let 1122-1233, JV od centra, Via XX Settembre, s kryptou z 11. století, gotické nástěnné malby, katedrála diecéze Piacenza-Bobbio
- Trojlodní gotická bazilika sv. Františka na Piazza Cavalli ze 13. století, reliéf Stigmatizace sv. Františka na tympanonu portálu (1318), fresky z 15. a 16. století, zbytky kláštera minoritů
- Románská bazilika sv. Antonína JV od centra s osmibokou věží nad křížením, renesanční rajský dvůr a fresky
- Románská bazilika San Savino z roku 1107, východně od centra, s figurální mozaikovou podlahou, románskou kryptou a barokním průčelím
- Renesanční bazilika Santa Maria di Campagna, bohatá fresková výzdoba, iluzivní malby v kupoli: Giovanni Antonio Licinio da Pordenone, zvaný Il Pordenone (1530-1532).
- Renesanční chrám San Sisto na severu města. Roku 1513 objednali zdejší mniši od Raffaela obraz Madony, pozdější Sixtinskou madonu, kterou odtud roku 1754 koupil polský král August III. Polský a odvezl do Drážďan.

## Galerie

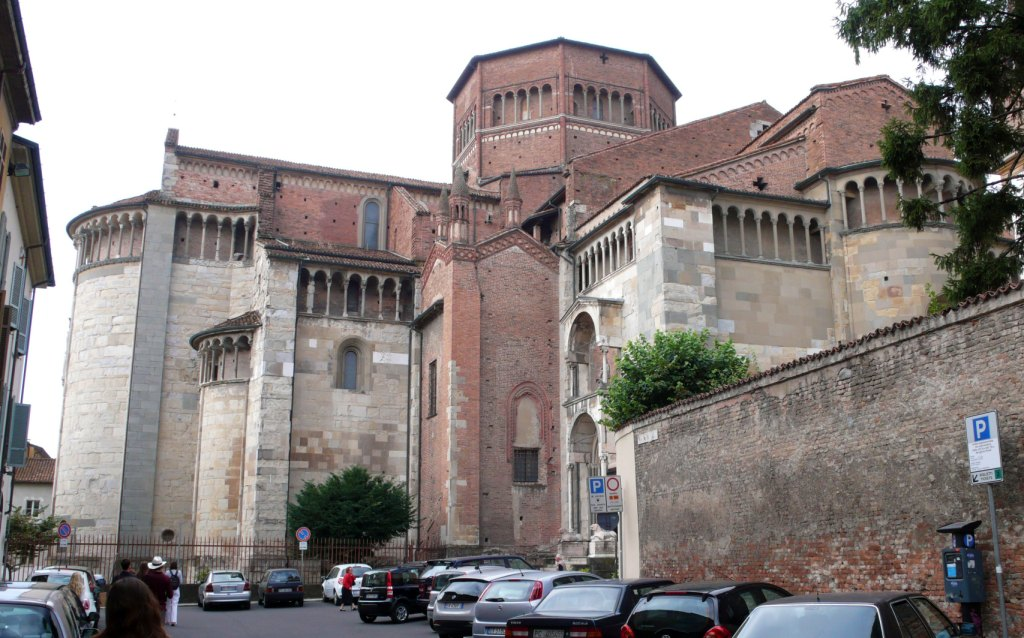
Dóm od JV
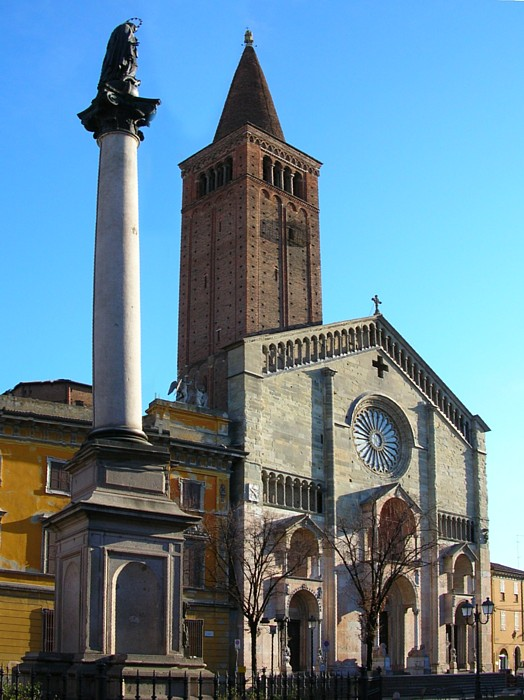
Dóm, průčelí
Dóm, interiér
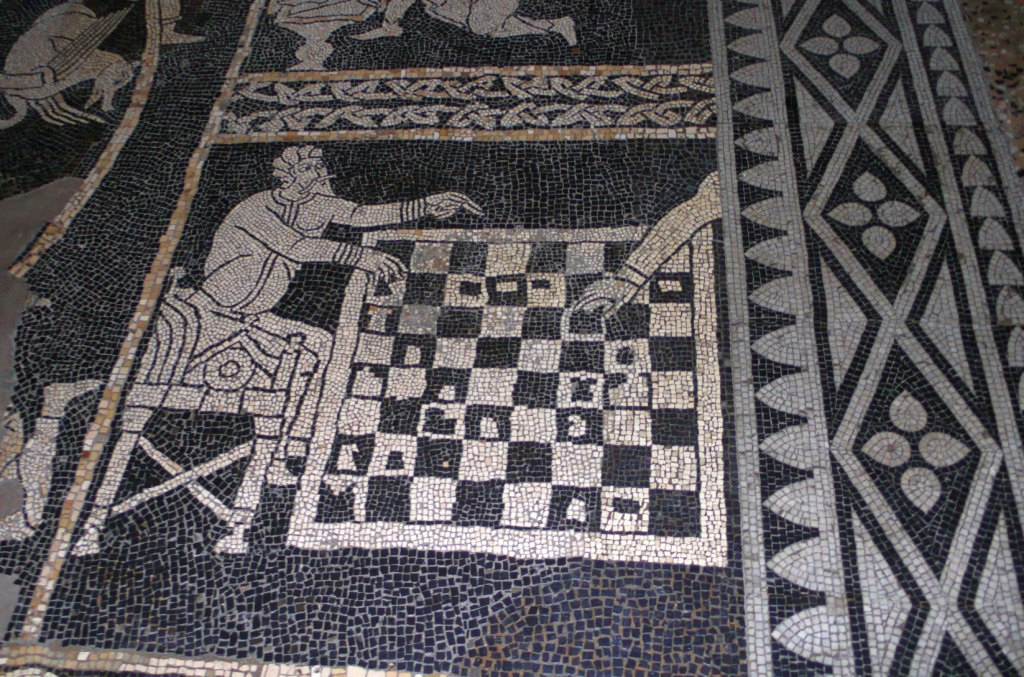
Dóm, mozaika se šachisty
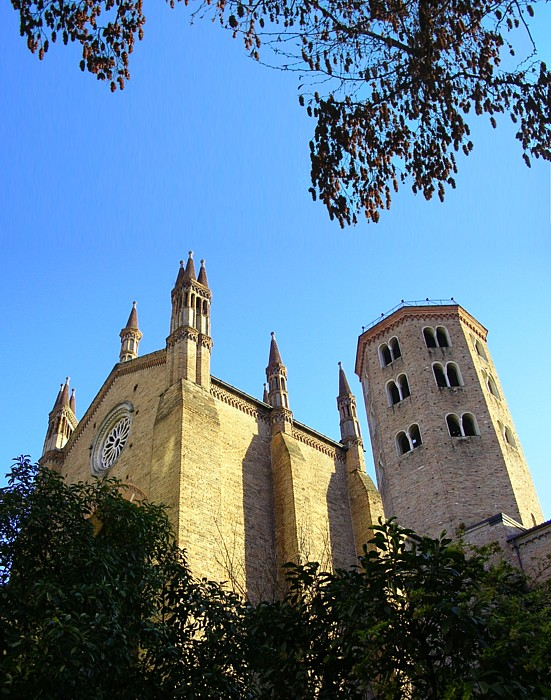
Bazilika sv. Antonína
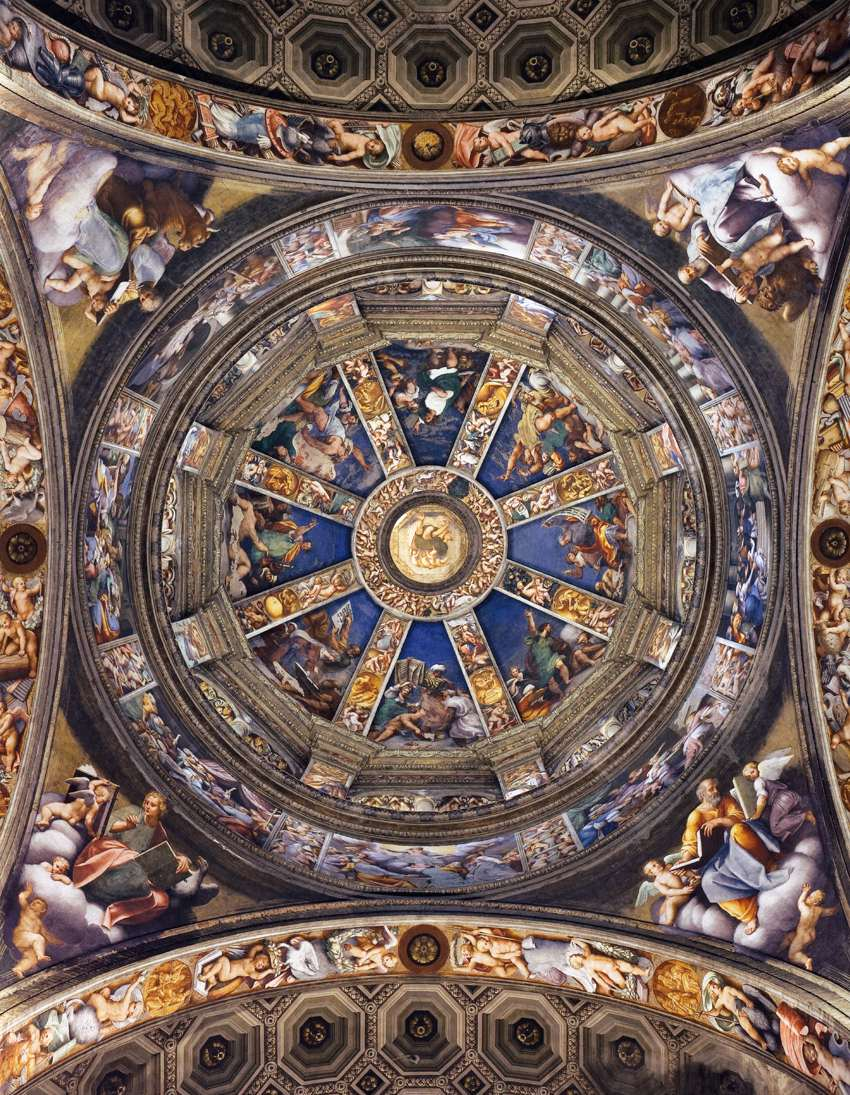
Pordenone: kupole Sta Maria di Campagna
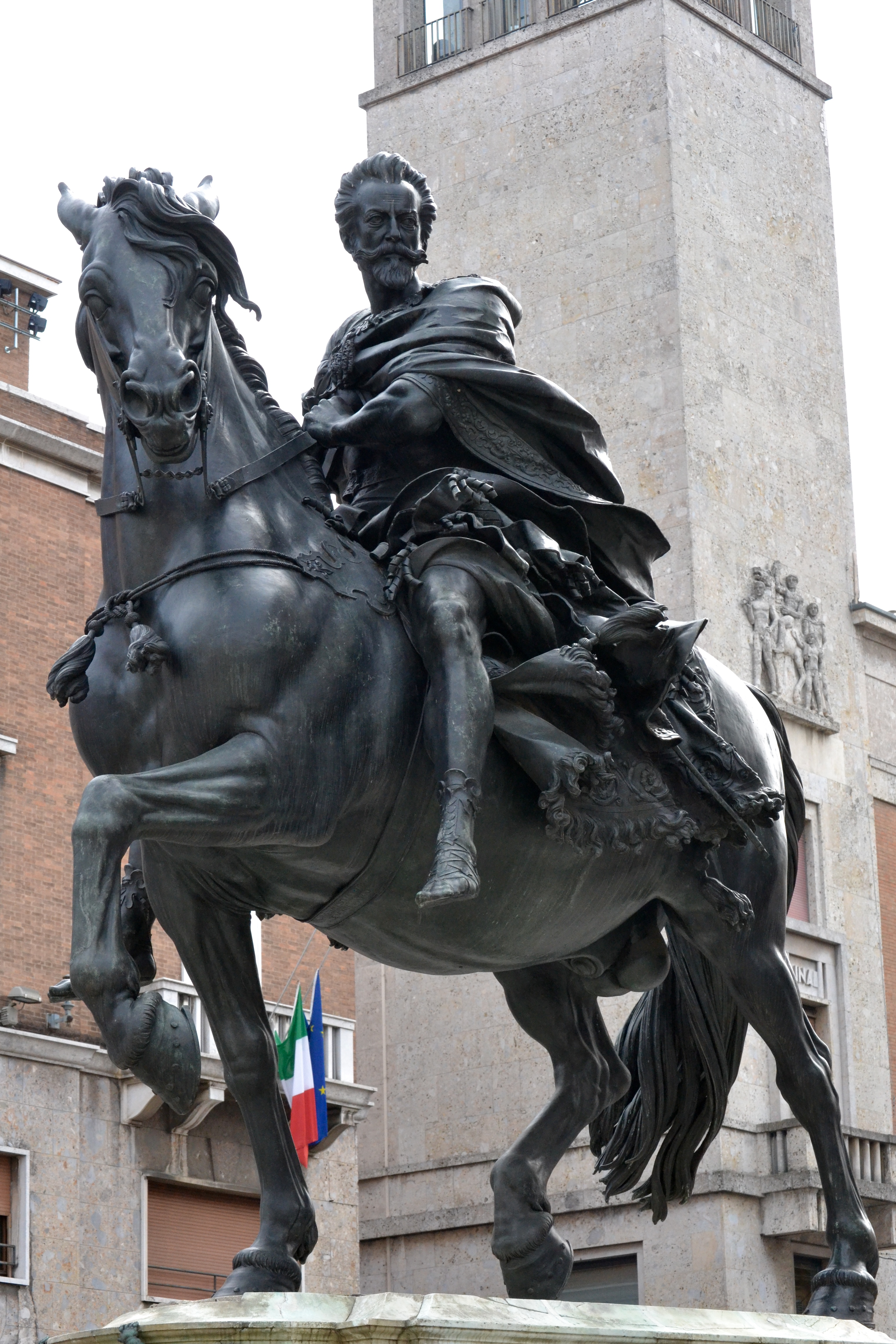
Alessandro Farnese
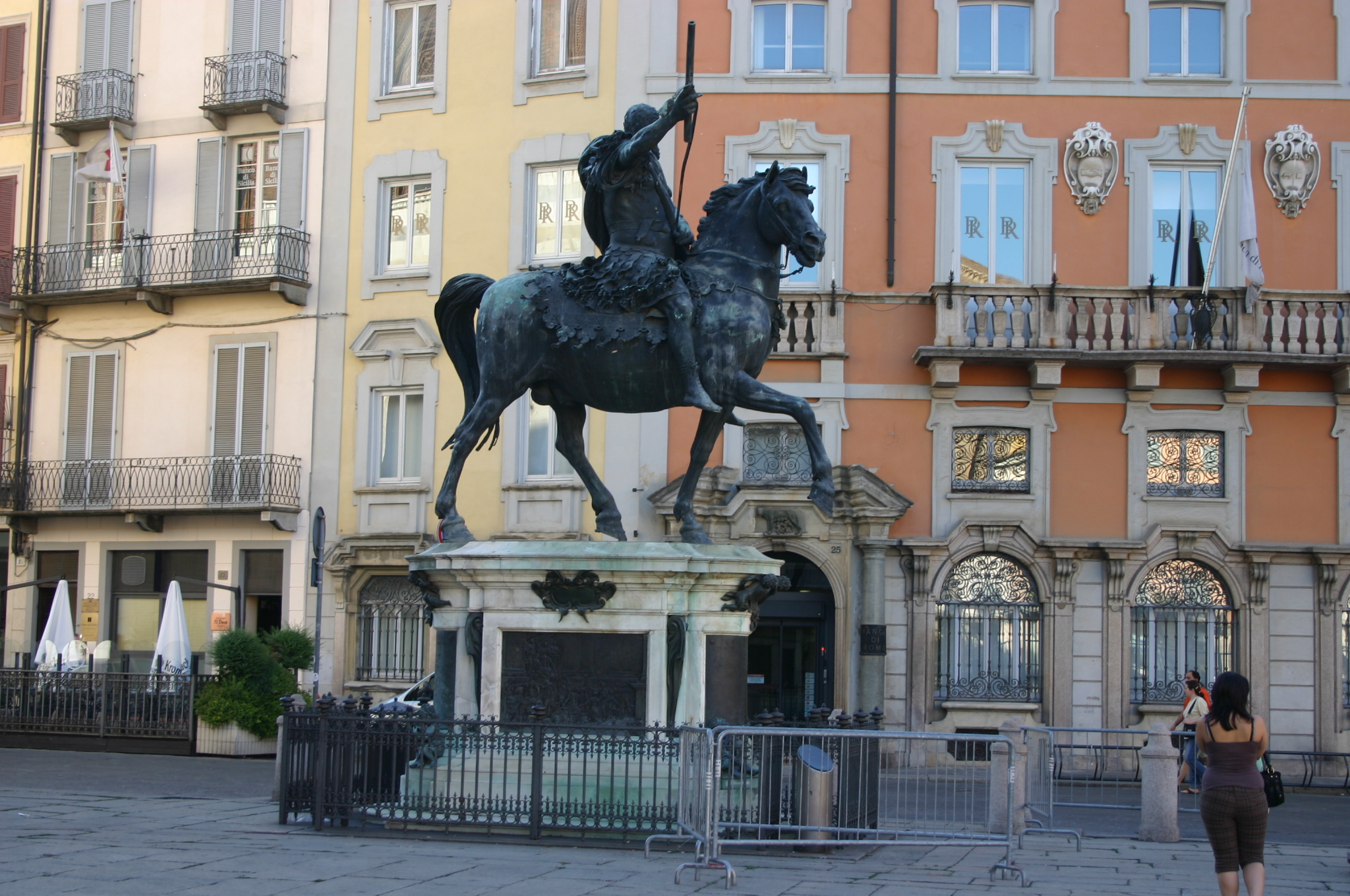
Ranuccio Farnese (1615)
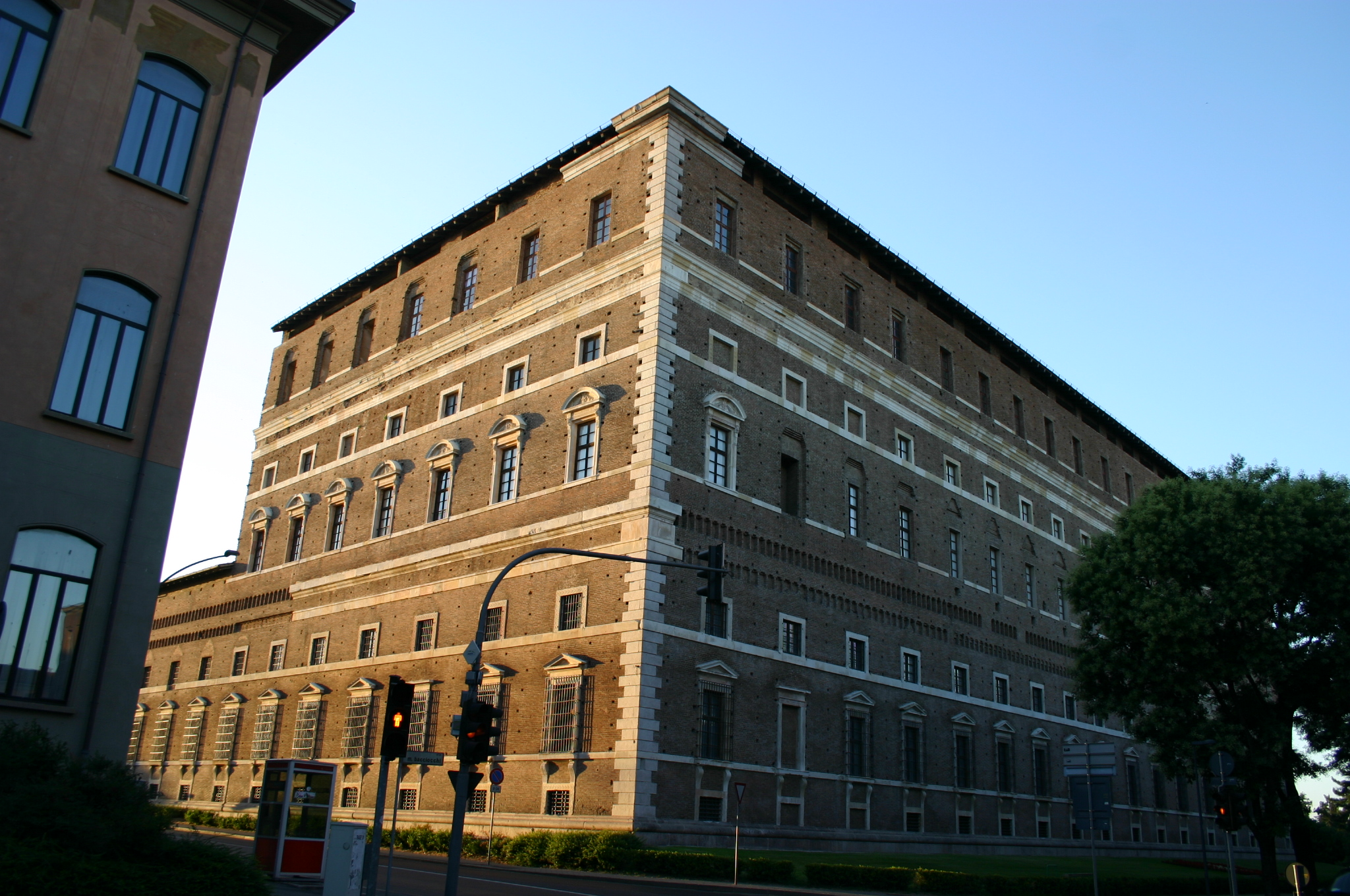
Palác Farnese
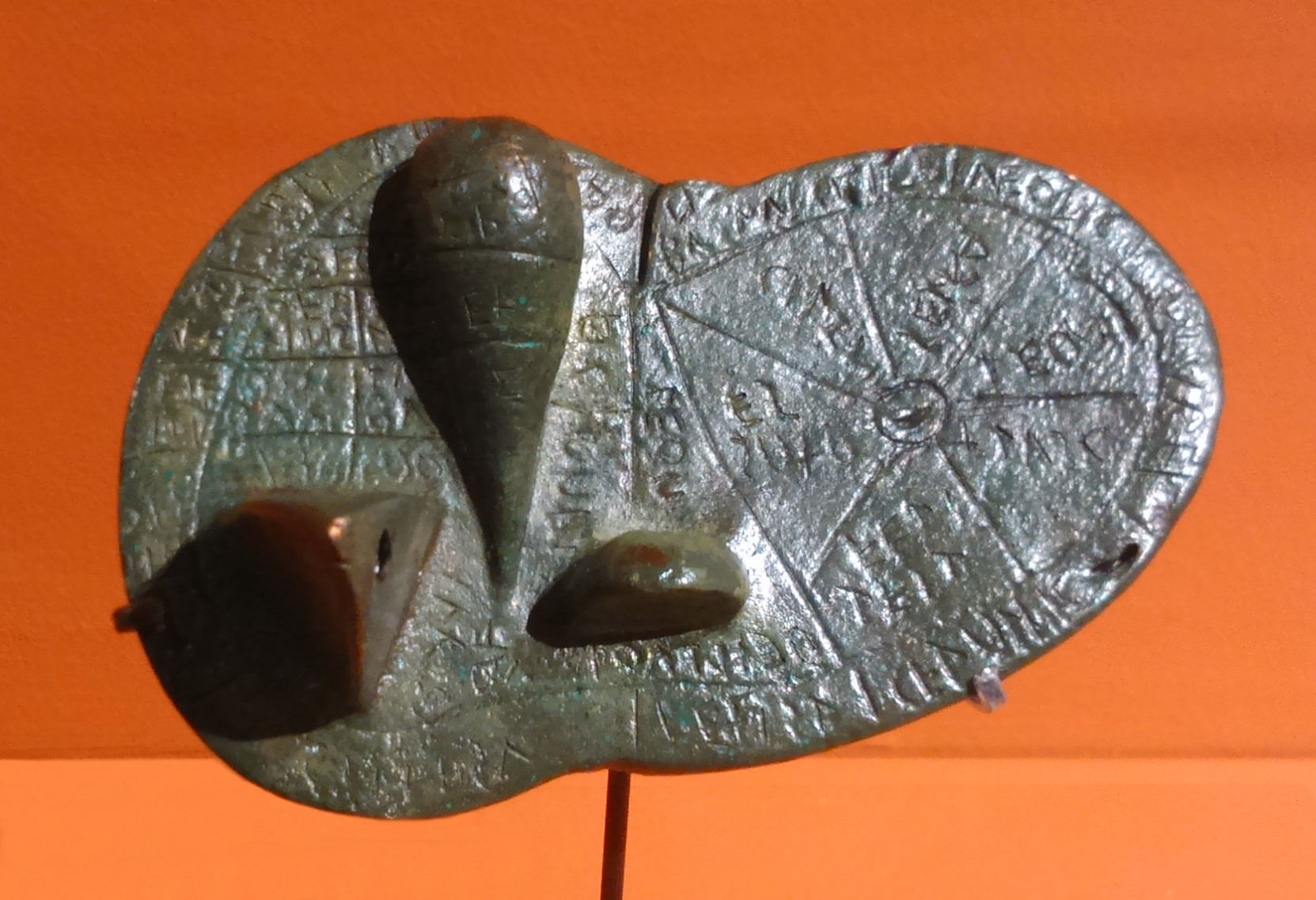
Etruský bronzový model ovčích jater
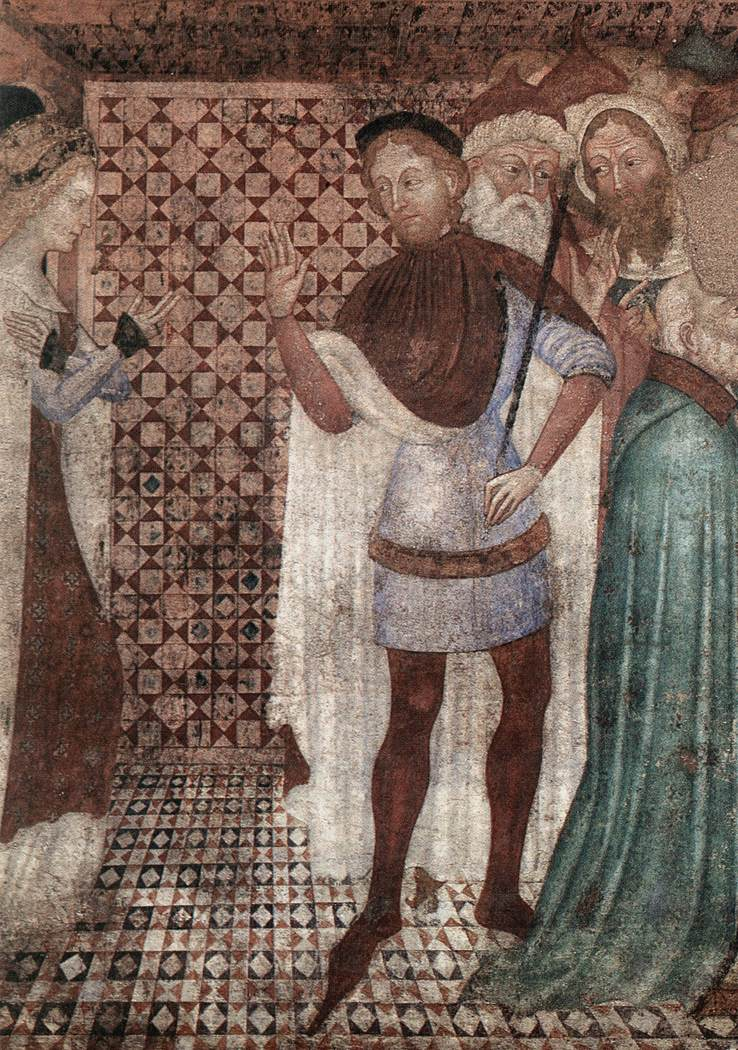
Sv. Kateřina a filozofové (freska ze San Lorenzo)
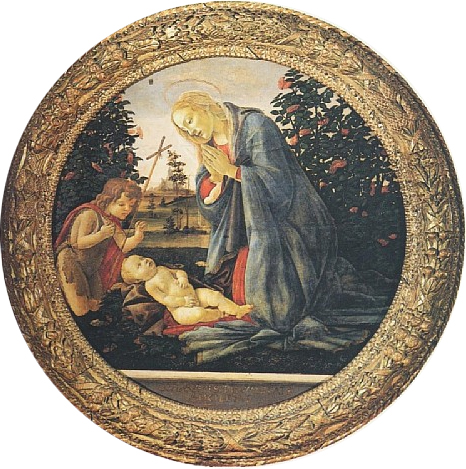
Botticelli, Madona Farnese

## Vývoj počtu obyvatel
Počet obyvatel

## Osobnosti města
- Řehoř X. (1210–1276), papež
- Agostino Casaroli (1914–1998), kardinál a vatikánský diplomat
- Giorgio Armani (* 1934), módní návrhář a podnikatel
- Marco Bellocchio (* 1939), režisér a scenárista
- Filippo Inzaghi (* 1973), fotbalista

## Partnerská města
- Erfurt, Německo
- Plasencia, Španělsko